# غیبندها-۴
غیبندها-۴ (به لاتین: Gaibandha-4) یک منطقهٔ مسکونی در بنگلادش است که در ناحیه گایبنده واقع شده‌است.